# Abdera, Tracia
Abdera (în greacă: Άβδηρα) este o localitate din Grecia (regiunea istorică Tracia, denumirea vine de la întemeietoarea localității, Abdera, sora lui Diomede. O altă variantă numește ca întemeietor al localității pe Heracles). Cu o populație reală de cca. 1.700 de locuitori (împreună cu satele aparținătoare), Avdira este în prezent o comună din unitatea regională Xanthi (Regiunea Macedonia de Est și Tracia) iar, din 2011, ea a fost desemnată drept centrul istoric al „municipalității” omonime (Δήμος Αβδήρων), cu sediul la Genisea.
Relicve arheologice dovedesc că cetatea antică Abdera datează din secolul al VII-lea î.Hr. În epoca clasică, elenistică și romană, Abdera a fost un oraș prosper, cu contribuții însemnate la cultura antică greacă. Aici s-au născut, printre alții, Protagoras și Democrit. Orașul antic a fost distrus de un cataclism în sec. IV d.Hr. Istoricii estimează că, în epoca sa de înflorire, populația orașului era cuprinsă între 30.000 și 100.000 de locuitori.

## Toponimie și mitologie
În limba greacă, toponimicul are formă de neutru plural (τὰ Ἄβδηρα), cu accentul pe silaba inițială.
Conform mitologiei antice, orașul a fost întemeiat de Heracle pentru a cinsti memoria unuia dintre însoțitorii săi, Abderos, înmormântat acolo. Legenda spune că, după ce a capturat iepele antropofage ale regelui Diomede din Tracia, Heracle a încredințat paza acestora lui Abderos. Nefericitul tânăr nu a reușit, însă, să le îmblânzească și a sfârșit prin a fi devorat de ele. Devenit erou eponim al cetății, Abderos este considerat un exemplu tipic de personaj htonian dătător de viață, a cărui moarte și coborâre în glie asigură fertilitatea unui loc și bunăstarea locuitorilor săi.
O explicație alternativă a eponimiei orașului este furnizată de Pomponius Mela, care consideră că Abdera a fost sora regelui mitic Diomede.
Etimologia numelor „Abderos” și „Abdera” este controversată. Opinia cel mai larg acceptată argumentează în favoarea originii feniciene a acestor nume. Ea se bazează pe existența unei așezări feniciene omonime în sudul Peninsulei  Iberice (vezi Abdera, Spania), pe mărturiile scrise cu privire la prezența fenicienilor în insula Thasos din imediata vecinătate și pe faptul că primele monede bătute de Abdera urmau (după câte se credea, mai ales în trecut) un sistem de unități de măsură fenician. Conform acestei etimologii, numele reprezintă un cuvânt compus din fenicianul „Abd”, care înseamnă „sclav” și numele zeiței Hera (prin urmare, „sclav al Herei”). Etimologia tracă (propusă de Ulrich von Wilamowitz-Moellendorff) pune în legătură numele „Abdera” cu epitetul Derenos sau Derainos purtat în această regiune de zeul Apollo. În fine, D.K. Samsaris a argumentat o etimologie greacă a acestui nume, bazată pe indicația din Lexiconul Suda conform căreia cuvântul „Abdera” înseamnă și „mare”, coroborată cu poziția de coastă a cetății.

## Istorie
După Herodot, fondatorul orașului ar fi fost Timesios din Clazomene. Exilat în 656 î.Hr. din patria sa, el a luat drumul mărilor și a întemeiat o nouă așezare pe coasta meridională a Traciei. La începutul secolului al VI-lea, această primă colonie a fost distrusă de către traci și abandonată de primii săi locuitori. A fost reconstruită în 545 î.Hr. de către noi colonizatori ionieni proveniți, de această dată, din orașul Teos de pe coasta Lydiei (Asia Mică). Printre ei s-a aflat și poetul liric Anacreon, refugiat împreună cu majoritatea compatrioților săi. Aceștia și-au părăsit patria după înfrângerea lui Cresus de către Cyrus al II-lea, neputând să suporte jugul persan.

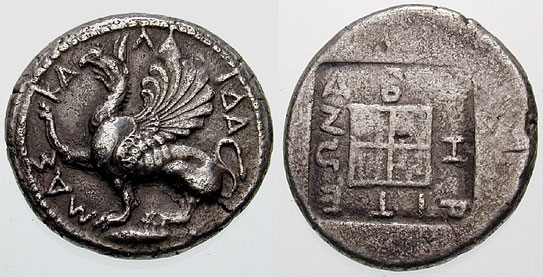
Monedă bătută de Abdera, cu emblema orașului (grifon) și inscripția ΚΑΛΛΙΔΑΜΑΣ ΑΒΔΗΡΙΤΕΩΝ (cca. 460-440 î.Hr.)

Începând din 540 î.Hr., Abdera bate monedă proprie, înfățișând figura unui grifon, emblema orașului, moștenită de la metropola acestuia, Teos. Pe monedele din Abdera, capul grifonului este îndreptat întotdeauna spre stânga, pentru a nu fi confundate cu monedele din Teos, pe care capul grifonului este îndreptat întotdeauna spre dreapta. Astfel de monede au fost regăsite în regiuni geografice atât de îndepărtate cum sunt Egiptul, Siria și Mesopotamia, atestând vitalitatea comercială a orașului. (Ulterior, în a doua jumătate a sec. IV î.Hr., la Abdera vor fi bătute monedele oficiale ale regatului macedonean, cu efigiile lui Filip al II-lea și Alexandru cel Mare).
În timpul războaielor medice, orașul a fost silit să accepte colaborarea cu trupele persane, care controlau regiunea Traciei începând din 512 î.Hr. Generalul Mardonios, ginerele regelui Darius I, a folosit portul orașului ca bază pentru atacurile sale din nordul Greciei, în 491 î.Hr. În două rânduri, cetatea a fost obligată să ofere „găzduire” regelui Xerxes și armatei persane (în 480 î.Hr., la începutul campaniei sale împotriva grecilor și în 479 î.Hr., la întoarcerea acestuia, după înfrângerile suferite în Grecia centrală), dar și-a recucerit independența, împreună cu celelalte orașe grecești din Tracia, după lupta de la Plateea (479 î.Hr.). În continuare, a devenit membru al primei Ligi Ateniene (Liga de la Delos) și a cunoscut o lungă perioadă de prosperitate. Începând din 454 î.Hr., contribuția orașului la tezaurul comun al Ligii era de 10-15 talanți anual, reflectând bunăstarea locuitorilor săi, datorată în principal podgoriilor și exploatărilor miniere din regiune, dar și poziției comerciale privilegiate. În această perioadă, Abdera întreținea relații strânse cu regatul trac al odrisilor, situat în vecinătate.
În cursul războiului peloponesiac, Abdera a părăsit Liga Ateniană și s-a aliat cu Sparta, dar orașul a fost cucerit și readus la ordine de către generalul atenian Thrasyboulos (408 î.Hr.)

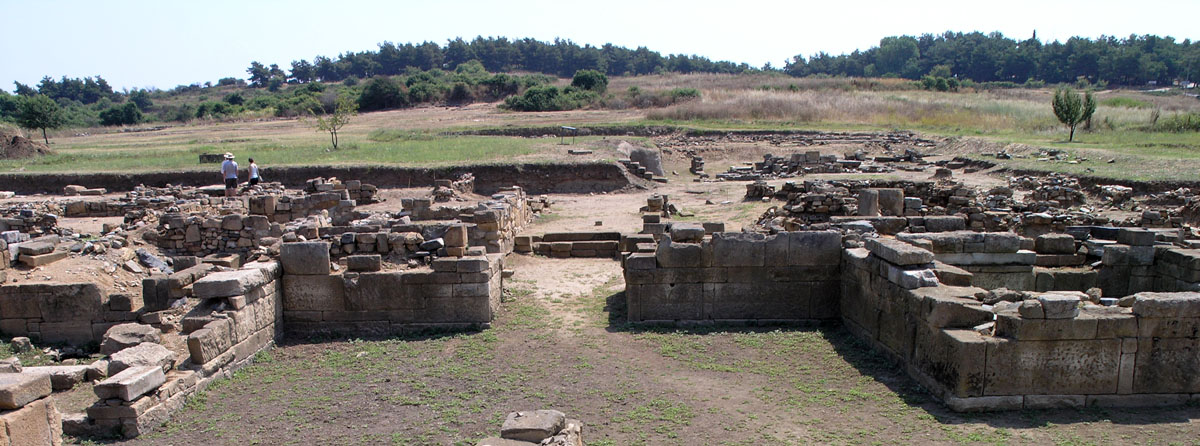
Ruinele zidului de incintă și ale porții de vest a orașului

Perioada de înflorire a orașului a fost întreruptă brutal, în 376 î.Hr., când a suferit distrugeri importante de pe urma atacurilor din partea tribului tracic al tribalilor. Salvată prin intervenția generalului atenian Chabrias, Abdera intră din nou în sfera de influență a Atenei (a doua Ligă maritimă) până la mijlocul secolului IV.
În 356 î.Hr., orașul a fost supus de către Filip al II-lea al Macedoniei. Împreună cu orașele Maroneea și Ainos, el a fost integrat într-o strategia (greacă: στρατηγεία), teritoriu aflat sub administrația directă a unui general macedonean. După moartea lui Alexandru cel Mare, Abdera a trecut sub dominația succesivă a diferitelor state elenistice rivale întemeiate de diadohi: Macedonia antigonidă, Siria seleucidă și Egiptul ptolemeic. Recucerit de către regatul macedonean, orașul și-a redobândit independența pentru scurt timp, în 188 î.Hr, cu ajutorul romanilor. În 170 î.Hr., însă, el a fost asaltat și devastat de către trupele generalului roman Hortensius și ale regelui Eumedes al II-lea al Pergamului. Odată cu înfrângerea Macedoniei de către romani (168 î.Hr.), Tracia și orașele grecești de pe coasta acesteia trec sub hegemonia Imperiului roman, dar cetățile Abdera, Maroneea și Ainos se bucură de o oarecare autonomie. În sec. I d.Hr., Pliniu cel Bătrân menționează orașul Abdera drept „cetate liberă” (libera civitas).
Se estimează că populația orașului antic, în perioadele sale de maximă dezvoltare, era cuprinsă între 30.000 și 100.000 de locuitori. În afara teritoriului propriu-zis al cetății și porturile sale, Abdera deținea controlul unei întinse suprafețe de pământ, incluzând zonele rurale din împrejurimi și o carieră de piatră (identificată în zona actualului sat Mandra). „Ținutul” sau „Țara abderită” (Αβδηρίτις Χώρα) se întindea de la râul Nestos (la vest), până la râul Kossinitis și munții Rodopi (la nord) și lacul Vistonida (la est). Partea de nord a acestui teritoriu a fost revendicată (în 166 î.Hr.) de către regele trac Kotyos (Kotys) al II-lea și – în ciuda intervenției metropolei Teos, care a trimis ambasadori la Roma pentru a apăra drepturile cetății Abdera – se pare că ea a fost pierdută. (După opinia acad. Emil Condurachi, acest teritoriu a fost redat cetății în 132 d.Hr. de către împăratul Hadrian.)
În timpul domniei împăratului Constantin cel Mare (307-337 d.Hr.), orașul Abdera a fost distrus de un cataclism și urmele sale s-au pierdut, pentru mai multe secole, în bezna istoriei.

## Cultură și civilizație clasică
Orașul este menționat de numeroși autori din antichitate. În afară de Herodot, bogate referiri pot fi întâlnite la Strabon, Apollodor, Diodor, Titus Livius, Cicero, Iuvenal ș.a. Aceste referiri conțin informații despre templele din Abdera (cele mai importante erau dedicate lui Apollo și Dionysos), teatru, agora, precum și despre instituțiile și notabilitățile orașului. Informații prețioase sunt furnizate și de inscripțiile descoperite la Abdera și în alte orașe (Teos și Delfi).
În perioadele în care și-a păstrat autonomia, orașul poseda instituțiile uzuale ale unei cetăți democratice din Grecia antică. Puterea  era exercitată de către un Consiliu (Βουλή, Boule) ales de către o Adunare a poporului  (Δήμος, Demos).  Funcția de arhonte eponim îi revenea preotului Templului lui Apollo, zeul protector al orașului. Funcțiile executive cele mai importante erau deținute de către Timouchoi (Τιμούχοι), demnitari întâlniți și în metropola Teos. În prima jumătate a sec. II î.Hr., aceștia au fost înlocuiți de Nomophylakes (Νομοφύλακες,  „păstrători ai legilor”), care controlau propunerile supuse la vot în Adunarea poporului și urmăreau executarea deciziilor de către arhonți (ἄρχοντες). La rândul lor, arhonții controlau finanțele orașului. Cetatea păstra arhive administrative și legislative riguroase, adăpostite în Templul lui Dionysos.
Originari din Abdera au fost renumiți filosofi și oameni de litere ai Greciei antice. Aici a fost „leagănul” filosofiei atomiste reprezentate de Leucip și Democrit (sec. V-IV î.Hr.). Din Abdera se trage marele sofist Protagoras (sec. V î.Hr.), precum și filosoful sceptic Anaxarchos (sec. IV î.Hr.), matematicianul și astronomul Bion (sec. IV-III î.Hr.), istoricul alexandrin Hekataios (sec. IV-III î.Hr.) și poetul epic Nikainetos (sec. III î.Hr.).

### Vestigii arheologice
Identificarea orașului antic cu ruinele, încă vizibile în acea epocă, din zona Capului Bulustra a fost propusă, în 1887, de către istoricul austriac W. Regel. Primele săpături au fost întreprinse de către arheologi francezi, iar după 1950, ele au fost continuate sistematic de către Societatea Greacă de Arheologie, sub conducerea lui D. Lazaridis, concentrându-se mai ales în perimetrul sudic al orașului (perioada clasică și elenistică). După 1981, săpăturile s-au concentrat în perimetrul nordic (perioada arhaică) și necropole. În 1985 a fost inițiat un program de lucrări de conservare care se desfășoară până în prezent. Astăzi, o parte din vestigiile arheologice pot fi vizitate in situ (Parcul arheologic Avdira), iar un mare număr de obiecte descoperite acolo sunt expuse în colecțiile Muzeului Arheologic Avdira din vecinătate.

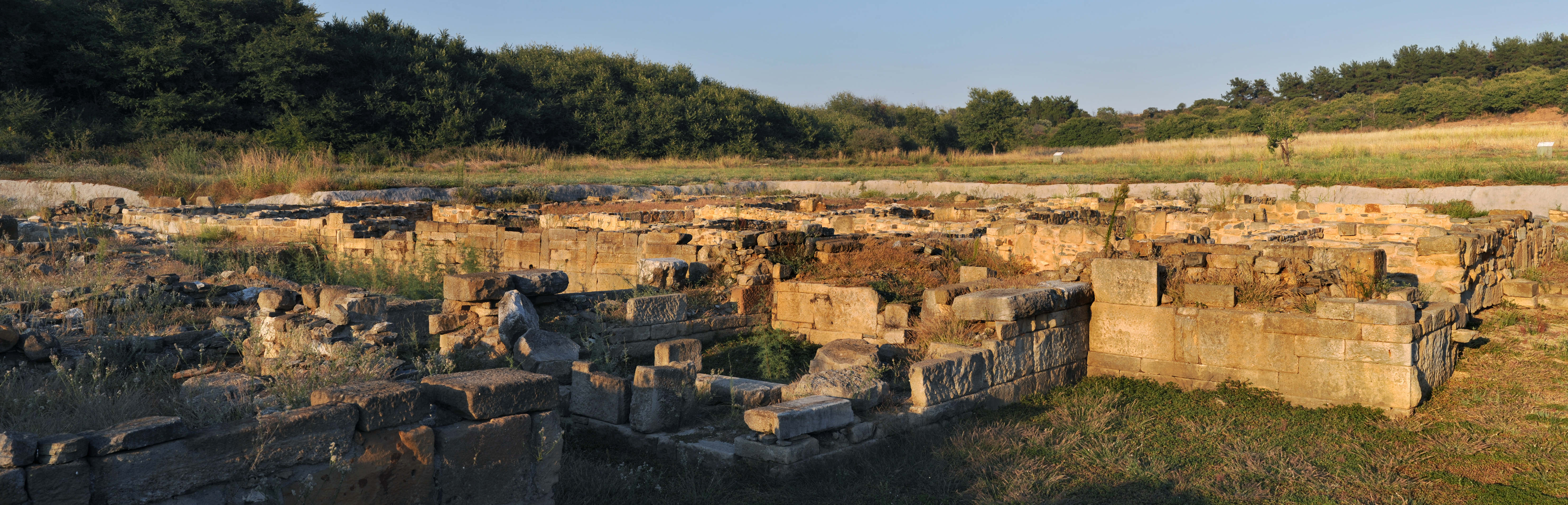
Parcul arheologic Avdira. Ruinele descoperite până în prezent se întind pe o suprafață de aprox. 3 ha

Săpăturile au scos la iveală numeroase relicve ale orașului antic. Zidul său de incintă are o lungime totală de 5.340 m și datează din sec. VII î.Hr. (în sectorul nordic, au fost descoperite fragmente ale zidului construite de coloniștii din Clazomene și Teos), până în epoca romană. În sectorul său vestic, grosimea zidului variază între 1,70 și 2,40 m. Poarta de vest a cetății, bine păstrată, avea o deschidere de 2,50 m, fiind străjuită de două turnuri patrulatere și conducând într-o curte publică. În secolul IV î.Hr., ca urmare a înnisipării vechiului port, alte două porturi au început să fie folosite și orașul s-a extins către sud. Noile construcții au urmat un plan urbanistic hippodamic, cu străzi largi, care se intersectau în unghiuri drepte.

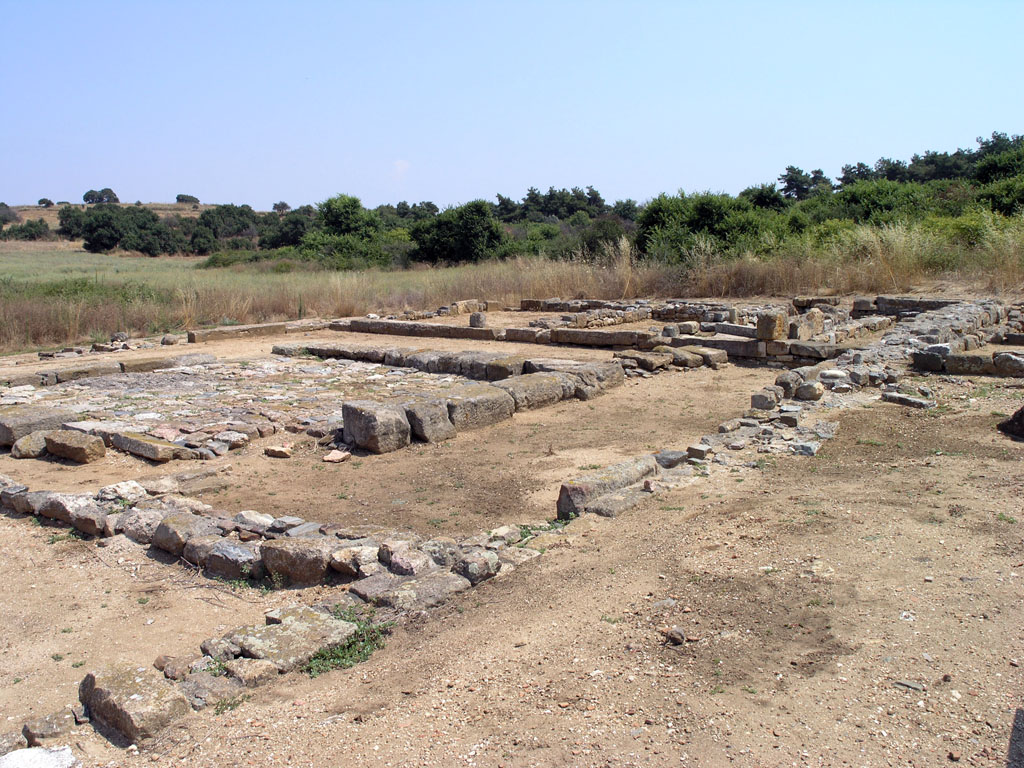
Ruinele unei locuințe din epoca elenistică și romană, cu curte interioară pavată, dovadă a prosperității deosebite de care continuau să se bucure și în această perioadă locuitorii orașului

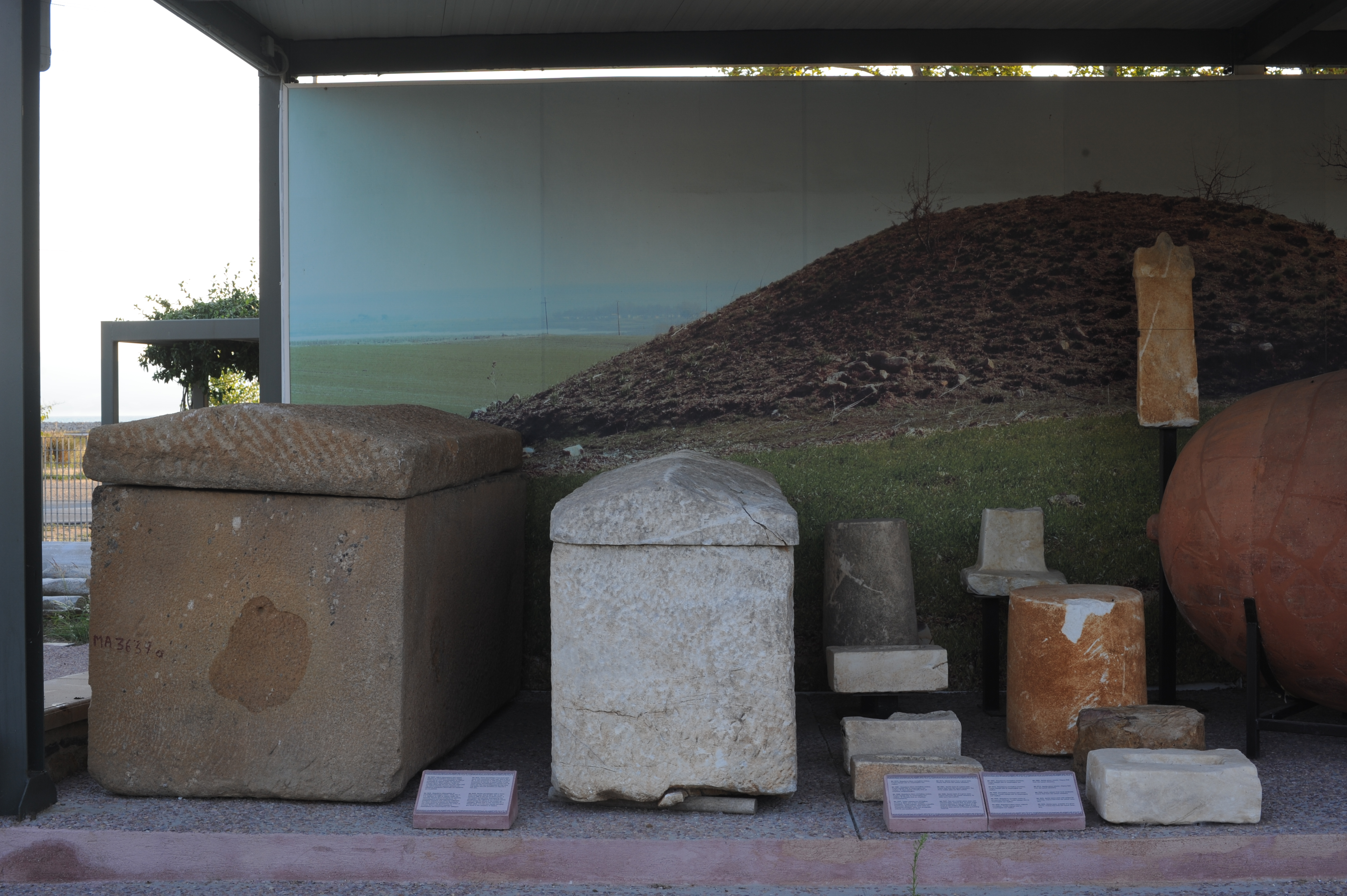
Sarcofage de piatră expuse în Parcul arheologic Avdira.

Dintre edificiile publice, numai teatrul a fost descoperit, extrem de ruinat. Amplasamentele marilor temple menționate de izvoarele antice nu au fost încă identificate. În schimb, se păstrează numeroase ansambluri de locuințe, din diferite perioade (printre care și o „Locuință a delfinilor”, denumită astfel după imaginea reprezentată pe mozaicul care acoperea curtea interioară pavată). Bine conservate sunt și ruinele unui atelier ceramic specializat în confecționarea unor figurine de lut. Acest tip de idoli avea o largă circulație în regiune și este bogat reprezentat în colecțiile muzeului local.
În zona necropolei arhaice au fost descoperite morminte intacte, dintre care unele (cu sarcofage de lut „de tip clazomenian”) aparțineau primilor colonizatori. Studiul scheletelor a permis concluzii interesante cu privire la cauzele deceselor, dar și cu privire la nivelul de dezvoltare al medicii din epocă. Numeroase morminte (87,64%) aparțin unor copii de vârstă foarte mică sau nou-născuți, dovedind că mortalitatea infantilă era extrem de ridicată în această perioadă. Coroborată cu alte informații, din izvoare scrise, această descoperire a condus la concluzia că, în afară de atacurile succesive ale triburilor tracice, declinul inițial al populației din colonie se datora, probabil, și cazurilor frecvente de malarie (explicabile prin caracterul mlăștinos al terenurilor din împrejurimi). Scheletul unei femei din aceeași epocă poartă urmele unei intervenții chirurgicale pe cutia craniană (confirmând textele hipocratice ulterioare care descriu această practică).

### Aspecte filologice
Etnonimul Ἀβδηρίτης (Abderites) se aplica locuitorilor orașului Abdera sau celor originari din Abdera (română: abderit, abderitan). Conform uzanțelor din Grecia antică, o indicație referitoare la locul de origine însoțea în mod obligatoriu numele proprii ale marilor personalități recunoscute la nivel panelenic. Astfel, numele lui Democrit, Protagora, ș.a. erau însoțite de „epitetul” ὁ Ἀβδηρίτης (abderitanul, cel din Abdera), care a sporit fără îndoială prestigiul intelectual al orașului și de care localnicii au ajuns să fie, pe bună dreptate, extrem de mândri.
Pe de altă parte, în antichitate, locuitorii din Abdera erau renumiți pentru fanfaronada și comportamentul lor găunos. O posibilă explicație este că bunăstarea lor materială le îngăduia să-și permită gesturi și acțiuni exagerate, care nu puteau trece neobservate și care le-au atras desigur invidia, dar totodată și disprețul celorlalți greci. Așa se face că, treptat, calificativul „abderit” a devenit sinonim cu „neghiob, nătâng, nerod”.

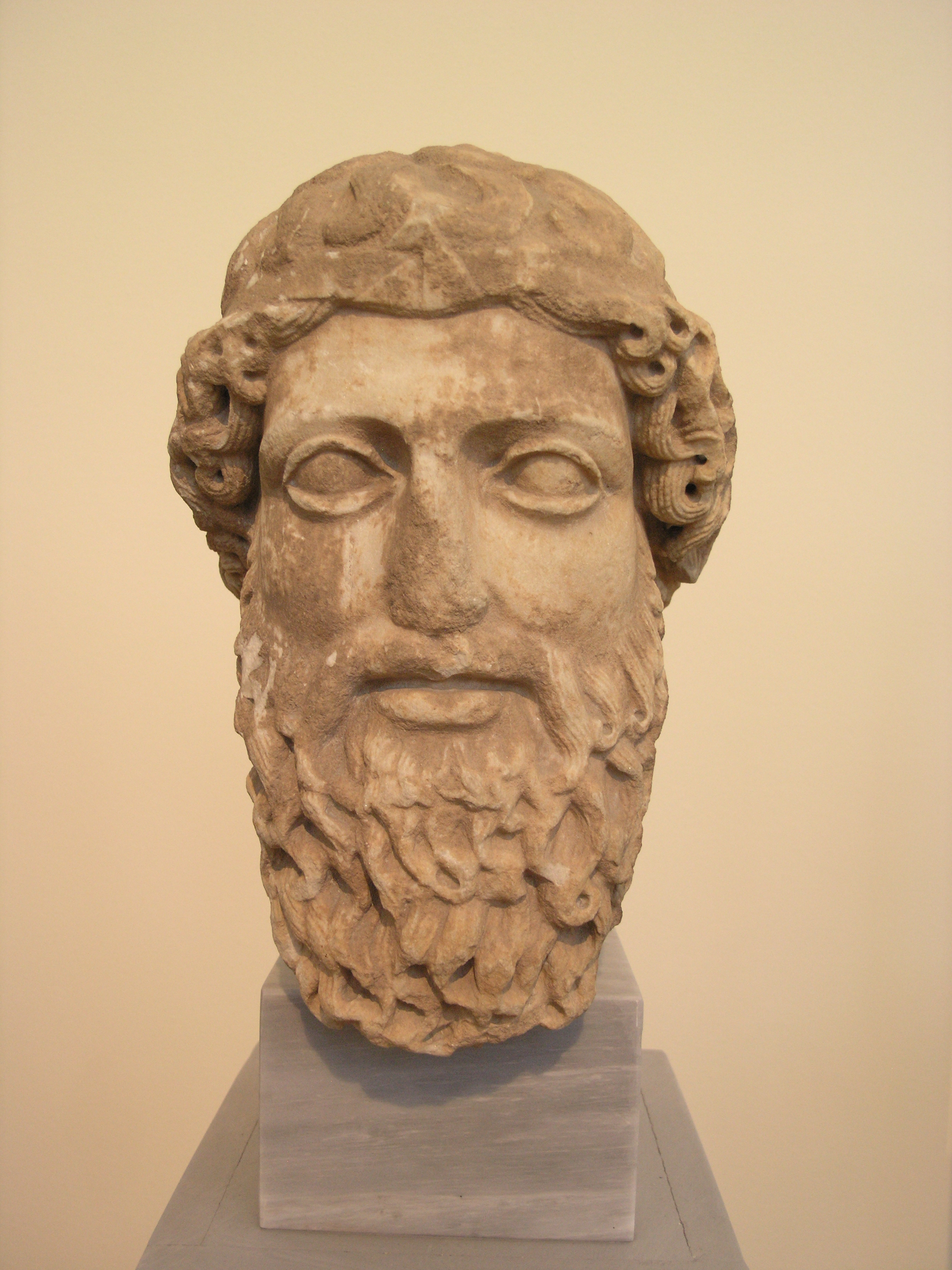
Portretul unui zeu cu barbă. Probabil capul unui Hermes dedicat de Python din Abdera și sculptat în marmură pendelică de către sculptorul Euphron din Paros (?). Descoperit într-un sanctuar din Eetioneia, Pireu (450-440 î.Hr.)

Stupiditatea proverbială a abderiților este reflectată de un mare număr de anecdote care circulau în antichitate pe seama acestora. O parte din ele au fost reunite într-o colecție târzie (sec. IV sau V d.Hr.) intitulată Philogelos (în greacă: Φιλόγελως, „amatorul de glume”) și atribuită gramaticienilor Hierokles și Philagrios. Deja din sec. I î.Hr., proasta reputație a locuitorilor orașului se întindea până la Roma, aluzii la aceasta fiind prezente în textele lui Cicero și Marțial.
În greaca clasică, substantivul abstract ἀβδηριτισμός (abderitism) desemnează eufemistic lipsa de logică și prostia infatuată. Atunci când cineva „se face vinovat de abderitism” (ἀβδηριτισμόν ὀφλισκάνειν), înseamnă, în cuvinte mai simple, că „nu e în toate mințile” sau că „nu-l duce capul”. Adjectivul ἀβδηριτικόν înseamnă „prostie, inepție, idioție” și așa este folosit (în text latin!) și de către Cicero. Pentru a-și exprima stupefacția față de o absurditate politică incredibilă pe care o comentează, celebrul orator roman exclamă pur și simplu: Hic Abdera! („aici e Abdera!”, cu sensul de „tâmpenia e la ea acasă”).
Alți autori s-au străduit să ia în serios pretinsul handicap mintal al abderiților. Un punct de sprijin le era oferit de textele din Corpus Hippocraticum, atribuite „părintelui medicinii”, Hipocrate din Cos. În cartea a treia a Epidemiilor sunt raportate numeroase „studii de caz” referitoare la pacienți din Abdera care au făcut apel la serviciile (bine plătite) ale unui medic itinerant din școala hipocratică (sau poate chiar la „părintele medicinii”). Dintre aceste cazuri, câteva au avut, cu siguranță, grave implicații mentale, diagnosticul fiind, în limbajul epocii, phrenitis (inflamație a creierului). Iuvenal a căutat o explicație a acestei „molime” și a găsit-o, în bună tradiție hipocratică, în vânturile nemiloase care suflau în regiune! Pentru Lucian din Samosata, însă, beteșugul abderiților (ἀβδηριτικόν πάθος) nu era decât o meteahnă obișnuită a sufletului omenesc care - mai ales atunci când „punga” îi poate permite - cheamă medicul pentru cele mai neînsemnate simptome pe care i se pare că le descoperă în propriul comportament. „Abderit” a ajuns astfel să denumească și eternul caracter al „bolnavului închipuit”.
Înstăriți și extravaganți, înfumurați dar săraci cu duhul și, în plus, ipohondri incurabili, abderiții au beneficiat în antichitate de un portret colectiv idealizat care le-a asigurat o poziție nepieritoare într-o tipologie umană universală. Ecouri moderne ale textelor antice au menținut în actualitate acest loc comun al filologiei clasice și - odată cu el - și termenul de „abderitism”. Jean de La Fontaine evocă disputa dintre Democrit și abderitani pentru a incrimina obtuzitatea intelectuală a vulgului. În 1774, Christoph Martin Wieland publică Istoria Abderiților, considerat primul roman de satiră politică din literatura germană, în care stupiditatea locuitorilor, întreținută de jocurile de putere ale edililor, era cât pe ce să conducă la distrugerea propriului lor oraș. În lucrarea Conflictul facultăților a lui Immanuel Kant, „abderitismul” este ridicat la rang de concepție referitoare la sensul istoriei, conform căreia umanitatea nici nu progresează, nici nu regresează din punct de vedere moral, ci oscilează perpetuu între aceleași constante. Propunerea terminologică a lui Kant, având un caracter extrem de tehnic, nu s-a impus dincolo de limitele exegezei kantiene. În schimb, cuvântul „abderit” este prezent în numeroase dicționare ale limbilor moderne ca un neologism, e adevărat, livresc, dar aflat încă în uz..

## Evoluție ulterioară
Declinul cetății antice a început cu mult înainte de cataclismul din sec. IV d.Hr. care a distrus-o, după câte se pare, în întregime. Rămas în afara principalei căi de comunicație est-vest din Imperiul Roman târziu (Via Egnatia, care străbătea nordul Greciei și asigura legătura cu „Noua Romă”, Constantinopol), orașul Abdera și-a pierdut importanța comercială din perioadele anterioare. În plus, frecventele revărsări ale râului Nestos au continuat să întrețină mlaștinile din imprejurimi, iar aluviunile sale au modificat continuu traseul litoralului tracic, făcând dificilă dezvoltarea activităților portuare din regiune. Ca urmare a acestui declin, redresarea cetății, după distrugerile suferite în sec. IV d.Hr., s-a dovedit imposibilă, iar locuirea ei a fost nevoită să se restrângă la zona acropolei.

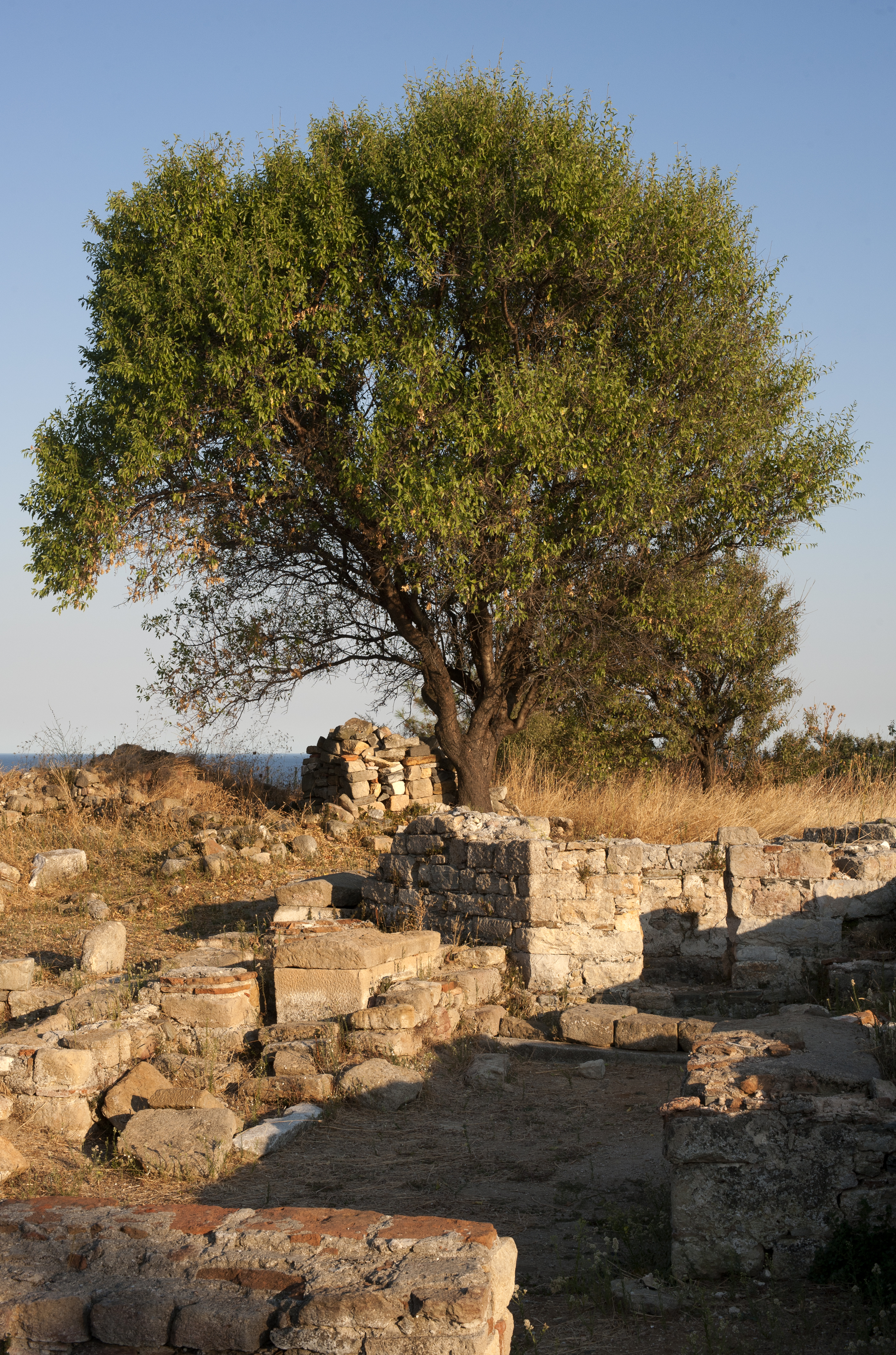
Ruinele bazilicii episcopale din Polystylon, situate pe acropola cetății antice Abdera

Această așezare este ignorată de izvoarele medievale timp de mai bine de cinci secole. Ea reapare într-o listă episcopală din 879, sub numele de „Polystylon”, fiind reprezentată la Conciliul ecumenic din Constantinopol (869-870) de către episcopul ei, Dimitrios. Noul nume (care înseamnă „loc cu multe coloane”) face trimitere la ruinele din apropiere și este un toponimic frecvent utilizat în epocă pentru „grădiștile” cetăților antice.
Renașterea orașului din sec. IX se integrează unei tendințe mai largi de reurbanizare promovate în această regiune a Imperiului Bizantin de către dinastia macedoneană. Săpăturile arheologice întreprinse în perioada 1982-1996 au scos la iveală ruinele bisericii episcopale (o bazilică cu transept construită în sec. IX și restaurată în sec. XII), precum și ale altor două biserici din epoca bizantină. În perioada bizantină (sec. IX-XIV d.Hr.), pe acest loc este atestată așezarea fortificată Polystylon, al cărei nume face trimitere la ruinele din apropiere (Πολύστυλον însemnând, în limba greacă, „loc cu multe coloane”). O posibilă deformare a acestui nume stă probabil și la originea toponimicului Bulustra (variante: Bouloustra, Balastra), folosit în timpul dominației otomane (sec. XVIII-XX) pentru a denumi atât un sat nou întemeiat în interiorul regiunii, cât și zona de coastă din dreptul acestuia (capul Bulustra).
Dieceza din Polystylon era dependentă inițial de mitropolia din Philippi și ulterior  (1365-1370) de mitropolia din Maroneia. În sec. XIV, orașul este implicat în luptele intestine legate de succesiunea la tronul Bizanțului. Caracterizat de izvoarele scrise din această perioadă drept „fortăreață”, dar și drept „oraș de coastă”, el trece succesiv  sub controlul diferitelor părți angajate în conflict, fiind ocupat temporar (1343-1345) și de către armata bulgară . Viitorul împărat Ioan al VI-lea Cantacuzino, care a vizitat orașul în 1342, în căutare de aliați, folosește alături de „Polystylon” și vechiul nume al cetății antice „Abdera”.
Odată cu extinderea Imperiului Otoman în regiunea Traciei (1380-1390), urmele așezării se pierd din nou. Cel mai probabil e că fortăreața medievală și portul ei  au trecut sub controlul exclusiv al armatei turcești, iar populația locală s-a refugiat în zonele rurale din împrejurimi. În prima jumătate a sec. XVIII, un nou nucleu de locuire se dezvoltă, la o distanță de cca. 6 km N-V de amplasamentul vechii așezări, înspre interiorul regiunii. Această nouă așezare este cunoscută în epoca dominației otomane sub numele de „Bulustra” care nu este, după unele opinii, decât o deformare a denumirii anterioare „Polystylon”.
În ultimele decenii ale sec. XIX și la începutul sec. XX, Bulustra a urmat destinul Traciei occidentale, trecând prin toate peripețiile legate de destrămarea Imperiului Otoman și rezolvarea „chestiunii orientale”. La sfârșitul Primului Război Mondial, prin Tratatul de la Neuilly (1919), regiunea Traciei occidentale revine Greciei, căreia îi aparține până în prezent (cu o scurtă întrerupere, în al Doilea Război Mondial, când a fost încorporată Bulgariei).
În 1924, guvernul grec recunoaște actul de constituire a comunității Abdera (în pronunție neogreacă:  Avdira), prin care satul Bulustra redobândește oficial numele antic rămas, timp de cincisprezece secole, în uitare, reluând oficial vechiul nume al cetății antice (în pronunție neogreacă: Avdira). Localitatea actuală, situată la nord-vest de amplasamentul orașului antic, este continuatoarea satului Bulustra. Astăzi comuna Avdira numără în jur de 1.700 locuitori (împreună cu satele aparținătoare). În 2011, a fost înființată o „municipalitate” omonimă (Δήμος Αβδήρων, 18.573 locuitori, conform recensământului din 2001), al cărei centru administrativ este Genisea, dar al cărei centru istoric rămâne Abdera (Avdira).
Pentru mai multe detalii despre acest subiect, vedeți Abdera (Avdira).